# Vorkriegsjugend
Vorkriegsjugend (VKJ) war eine deutsche Hardcore-Punk-Band der 1980er Jahre aus Berlin-Kreuzberg. Die Band bestand von 1982 bis 1985 und von 1998 bis 1999, wobei der Schlagzeuger Jürgen Heiland das einzige verbliebene Originalmitglied war.

## Geschichte
Vorkriegsjugend wurde 1982 von Michael Weindl, Klaus Hicker, Jürgen Heiland und Didi gegründet. Später wurde dann Didi durch Bomber ersetzt und in dieser Besetzung 1983 die EP Heute Spaß, morgen Tod aufgenommen. Nach dieser wurde Bomber durch Thomas „Heschel“ Rickert ersetzt und Sepp Ehrensberger stieß neu als Gitarrist zur Band. 1984 wurde dann die LP Vorkriegsjugend aufgenommen. Im Herbst dieses Jahres löste sich die Band dann schließlich auf, da Sepp und Heiland mittlerweile auch bei Zerstörte Jugend mitarbeiteten. Einige Mitglieder spielten später in anderen Berliner Bands wie Jingo de Lunch und Vellocet. 1998 kam es dann noch einmal zu einer kurzen Wiedervereinigung, in der aber nur noch der Schlagzeuger mitwirkte. Aus diesem Projekt ging die EP Widerstand dem Teutonenland hervor.
Der Proberaum befand sich 1983/1984 auf dem Hinterhof des SO 36.

## Einfluss
Vorkriegsjugend hatte einen großen Einfluss auf den deutschen Punkrock und wurde von vielen Punkbands gecovert. So veröffentlichte die Coburger Hardcore-Band Rawside 1996 die EP VKJ, die nur Coversongs von Vorkriegsjugend enthält. Zahlreiche Punk- und Hardcore-Bands coverten den Song Vaterland.

## Sonstiges
Klaus Michael Hicker, ursprünglich aus München, der 20 Jahre in Chiang Mai in Thailand lebte, wurde dort am 7. Januar 2013 von der örtlichen Polizei unter dem Verdacht, minderjährige Jungen zu sexuellen Zwecken missbraucht zu haben, und wegen Menschenhandels verhaftet.

## Diskografie
- 1983: Heute Spaß, morgen Tod (EP, erste Auflage als Doppel-EP)
- 1984: Vorkriegsjugend (LP)
- 1998: Widerstand dem Teutonenland (EP)
- 2003: Wir sind die Ratten (Zusammenstellung der LP und der Doppel-EP)